# Johannes Matthias Tiberinus
Johannes Matthias Tiberinus, auch Giovanni Mattia Tiberino  oder Giovanmattia Tabarino (* um 1420 in Chiari bei Brescia; † 1490/97), war Dr. med. und um 1475 Leibarzt des Bischofs von Trient Johannes Hinderbach sowie ein humanistischer Literat.
Bekannt wurde er vor allem durch seine antijüdischen Schriften über Simon von Trient, in denen er vehement die Schuld der eines  Ritualmords beschuldigten Juden vertrat.
Bereits am 4. April, eine Woche nach Prozesseröffnung, schilderte die Passio beati Simonis die angebliche Tat als planvollen, bestialisch durchgeführten Ritualmord. Tiberinus forderte, das Judentum in der christlichen Welt auszurotten. Nicht weniger als zwölf Drucke, von denen zehn ins Jahr 1475 fallen, bezeugen die ungeheure Verbreitung dieser Hetzschrift, die als einflussreichste Quelle über die Trienter Ereignisse gilt. 1476 vervollständigte Tiberinus seine erste Schrift in der Historia completa de passione et obitu pueris Simonis (gedruckt in Trient 1476), 1482 folgten lateinische Gedichte (Carmina), die für den Simon-Kult warben.
Eine Innsbrucker Handschrift nennt ihn als Autor eines lateinischen Gedichtes über den Tod Karls des Kühnen 1477.